# 夜行性
夜行性生物於日間休息，在晚間活躍，與我們所熟悉的日行性行為不同，也有介乎兩者之間，於黃昏時期出沒的生活習性。晝伏夜出的習性是生態位分化的表現，不過並不以資源的多寡來決定，而是根據睡眠時間而定。
避開日間猛烈的陽光也可以是生物選擇夜行性的因素，特別是在沙漠生活的生物，就會為了減少散失身體的水份而選擇於晚間活動。夜行性也有助生物適應較好的滲透調節。
不少物種於日間活動，但在特別的季節或活動時則展現出夜行性。例如不少海鳥及海龜會在特定季節時夜行。
夜行性動物常展現出發達的聽覺及嗅覺系統，並有特別用以適應晚間活動時，低光環境下的特別視覺系統。如貓等，擁有同時適應日間或晚間活動光照度差異大的眼睛，因此日間與晚間時間均可活動